# Polystichum imbricans
Polystichum imbricans là một loài thực vật có mạch trong họ Dryopteridaceae. Loài này được (D.C. Eaton) D.H. Wagner miêu tả khoa học đầu tiên năm 1979.